# Nowosiółka (obwód tarnopolski)
Nowosiółka (ukr. Новосілка, hist. Nowosiółka Skałacka) – wieś na Ukrainie w  rejonie tarnopolskim należącym do obwodu tarnopolskiego.
We wsi znajduje się murowany kościół pw. Matki Bożej Ostrobramskiej, wzniesiony w 1934 r., który obsługują księża diecezjalni ze Skałatu Starego.

## Historia
Nowosiółka Skałacka przed 1939 r. leżała w gminie Skałat Stary powiatu skałackiego, w województwie tarnopolskim.
W 1939 r. wieś liczyła ok. 2000 mieszkańców, z których ok. 45% stanowili Polacy. W latach 1944–1945 nacjonaliści ukraińscy z  OUN-UPA zamordowali tutaj 12 Polaków.
W czasie okupacji niemieckiej mieszkający tutaj Ukrainiec Wawryk Dolinski wraz z córką Hanną Dowhoszyją ukrywał Żydów. W 1998 roku Instytut Jad Waszem uhonorował oboje za to tytułami Sprawiedliwych wśród Narodów Świata.
Z Nowosiółki pochodzi Adolfina Głowacka zd. Bernad (1930-2021) – fundatorka Domu Podolskiego dla Niepełnosprawnych Fundacji im. Brata Alberta w Radwanowicach oraz Dama Medalu św. Brata Alberta.
Do 2020 w rejonie podwołoczyskim.